# Beholder

Representação de um beholder.

Beholder, olho-flutuante ou Observador é um tipo de criatura presente nos jogos de RPG da franquia Dungeons & Dragons.
Possui corpo esférico, com um grande olho que solta raio-laser no centro e vários tentáculos no topo. Na ponta de cada um dos tentaculos há um olho capaz de realizar algum tipo de magia. As mais comuns são raios paralisantes, raios de gelo, raios de calor, correntes elétricas entre outras magias que são feitas em forma de raio.
Os Beholders podem ver de muitas maneiras com seu olho central e cada olho na ponta dos tentáculos. No total possuem quase todos ou todos os tipos de visão possíveis, desde a de um cachorro, em preto e branco, até uma visão de calor (infravermelho). Os Beholders tem um número variado de tentáculos, magias e visões, alguns Beholders podem ser encontrados em RPGs diferentes de Dungeons & Dragons, com o mesmo nome, Beholder ou algum outro, como por exemplo, estão presentes no jogo Heroes of Might and Magic III, sendo parte da town Dungeon. Eles flutuam acima do chão, tendo alguns que conseguem flutuar mais alto que outros, o peso e tamanho também é algo muito variavel.
Normalmente Beholders são encontrados em masmorras, mas podem ser vistos em outros lugares. São seres malignos, que são vistos comumente em grupos de heróis. Podem ser conjurados por magos, invocados de outros mundos, se reproduzirem ou ainda criados a base dos restos mortais de outro(s) beholders. Quando conjurados, servem somente ao seu mestre, são como mortos vivos, sendo imunes a feitiços de controle de mente, leitura de mentes e invasão cerebral. A cor deles pode variar muito, desde um marrom até um verde claro.

## Outras mídias
O Beholder tem aparecido em vários filmes e programas de televisão:
- Um Beholder aparece no desenho Dungeons & Dragons (Caverna do Dragão no Brasil), mas precisamente nos episódio Eye of the Beholder (traduzido como O Olho do Observador).[2]
- No filme Os Aventureiros do Bairro Proibido (1986) de John Carpenter, há uma criatura parecida com um beholder servindo o feiticeiro Lo Pan.[3]
- Dois beholders aparecem no filme Dungeons & Dragons (2000).
- Beholders aparecer em  vídeo games de Dungeons & Dragons, mais notavelmente na série Eye of the Beholder.[4]

Beholder no Tibia
No patch de 23 de agosto de 2010 (8.61), a CipSoft mudou o nome do beholder para 'bonelord' por uma interversão da Wizards of The Coast, que detém dos direitos autorais do nome Beholder. Portanto, não há mais beholders no jogo Tibia.